# Minifutbol

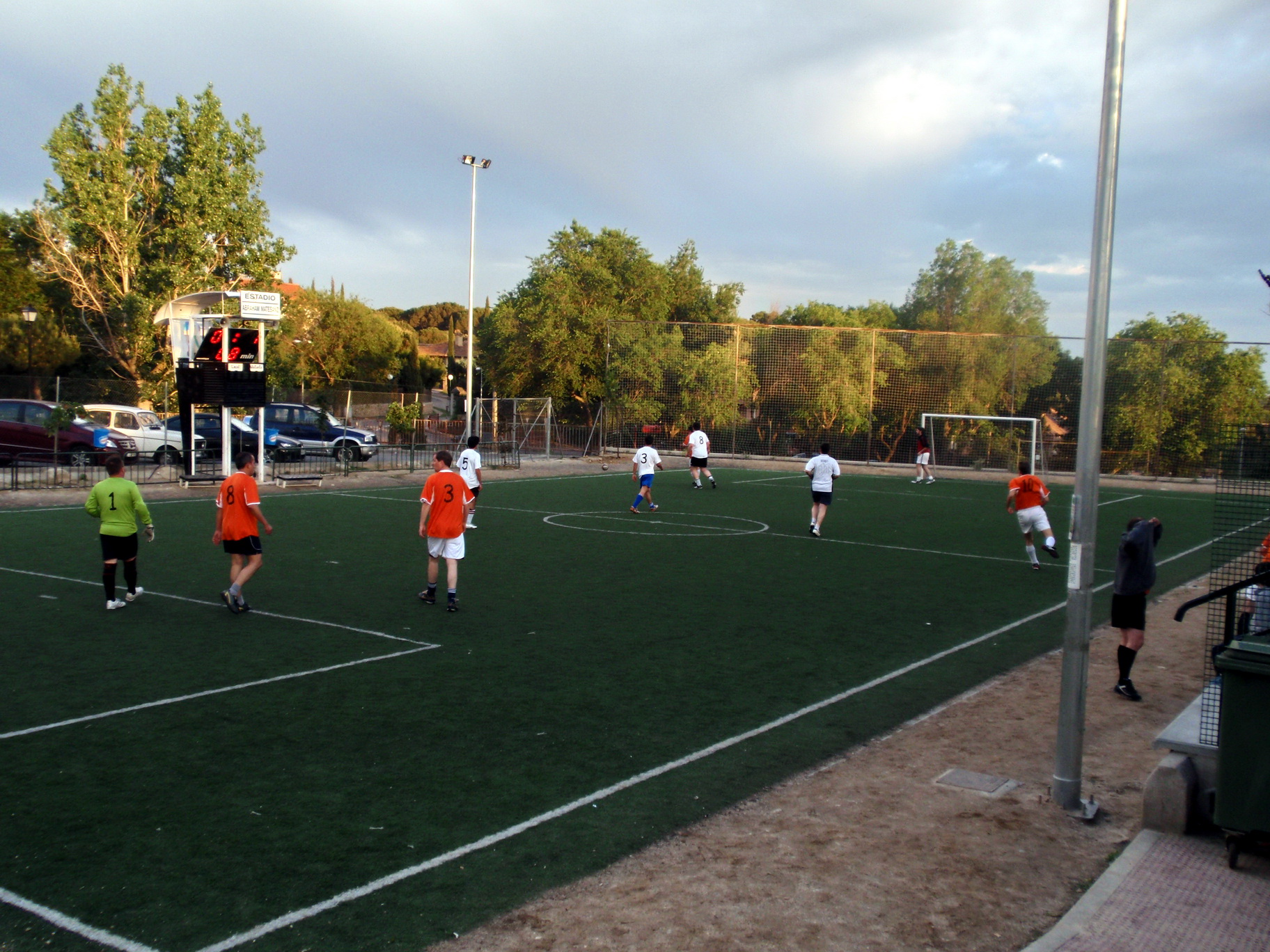
Minifutbol

Minifutbol (ang. Minifootball) – drużynowa gra sportowa z piłką na trawie naturalnej lub sztucznej z udziałem dwóch drużyn liczących od pięciu do ośmiu zawodników, w zależności od wielkości boiska i jest odmianą piłki nożnej.

## Zasady gry
W minifutbol mogą grać drużyny składające się z pięciu do ośmiu graczy. W przeciwieństwie do futsalu, w którym grają dwie drużyny po pięciu graczy, w tym bramkarz. W Europie Południowej bardziej popularna jest odmiana minifutbolu, w której na boisku jest ośmiu graczy jednocześnie, podczas gdy w Europie Wschodniej preferowana jest gra z sześcioma zawodnikami na boisku. Na zawodach międzynarodowych zwyczajowo gra się z sześcioma zawodnikami na boisku jednocześnie. Wybór ten wynika z faktu, że przy takiej liczbie graczy osiąga się najwyższą intensywność gry i najwyższy poziom zaangażowania w grę spośród wszystkich graczy terenowych.
W minifutbol gra się piłką w rozmiarze 5, taką samą jak w klasyczną piłkę nożną, natomiast w futsal gra się mniejszą piłką w rozmiarze 4.

## Technika
Wprowadzenie piłki do gry z linii bocznej odbywa się poprzez rzucenie piłki zza głowy. Powrót piłki do gry z bramki w minifutbolu odbywa się nogami, podczas gdy piłka musi leżeć nieruchomo. W minifutbolu pierwszeństwo mają podania i gra zespołowa, natomiast futsal to gra kontaktowa, w której dozwolone są oddzielne, siłowe działania taktyczne i techniczne. Wślizg jest zabronionym sposobem walki, blokowanie zawodnika drużyny przeciwnej, jako metoda walki taktycznej w minifutbolu, jest również zabronione. Z kolei w minifutbolu nie ma ograniczeń co do ilości podań do bramkarza oraz czasu przebywania zawodnika z piłką na własnej połowie boiska. Nie ma również szóstej reguły faulu, która dotyczy futsalu.
Mistrzostwa świata w minifutbolu organizuje World Minifootball Federation (WMF). Pierwsza edycja odbyła się w 2015 w USA, następne w 2017 w Tunezji oraz w 2019 w Australii. W 2021 WMF organizowała tylko mistrzostwa świata dla kobiet oraz juniorów, które odbyły się na Ukrainie.

## Boisko
Mecz minifutbolu rozgrywany jest na otwartych boiskach z naturalną lub sztuczną trawą. Boiska do minifutbolu są mniejsze niż boiska do piłki nożnej i większe niż boiska do futsalu. Na przykład w przypadku międzynarodowych zawodów w minifutbolu wielkość boiska musi spełniać następujące kryteria: długość 46-50 metrów, szerokość - 26-30 metrów, pole karne o kształcie prostokąta, 14 metrów szerokości i 7 metrów długie.

## Czas gry
Gra trwa od 20 do 30 minut, w zależności od reguł turnieju, ale rozgrywany jest czas „brudny”, co oznacza, że czas, w którym piłka jest poza grą, jest również uważany za czas gry. Jednak w minifutbolu sędzia może kompensować połowę czasu, w którym drużyny nie grały z powodu opóźnień.